# Waldemar Bonsels
Waldemar Bonsels (21. února 1880 Ahrensburg – 31. července 1952 Ambach) byl německý spisovatel, který se nejvíce proslavil jako autor postavy Včelky Máji.
Jeho nejznámějším dílem je dětská kniha Die Biene Maja und ihre Abenteuer (Dobrodružství včelky Máji). Podle tohoto díla byl v polovině 70. let 20. století natočen japonský animovaný seriál Včelka Mája a také chorvatská opera pro děti, kterou napsal Bruno Bjelinski. Opera byla uvedena v roce 2008 v rakouském Villachu na Korutanském letním hudebním festivalu. Himmelsvolk (Lidé na nebi) je pokračování s filozofičtějším zaměřením, mysticky popisující jednotu všeho stvoření a jeho vztah k Bohu.
Napsal řadu románů a kratších povídek pojednávajících o lásce jako Erosu a vyšší rovině božské lásky v duchu romantismu (Eros und die Evangelien, Menschenwege, Narren und Helden aj.) a o vztahu člověka a přírody v prostém životě nezměněném moderní civilizací (Anjekind aj.). Napsal také historický román o Ježíšově době (Der Grieche Dositos).
Ve velkém měřítku cestoval po Evropě a Asii, což vyústilo v napsání knihy Indienfahrt (Cesta po Indii).
Bonsels byl otevřeným antisemitou a v roce 1933 vyjádřil svůj souhlas s nacistickou politikou vůči židovskému obyvatelstvu, když je v jednom z hojně publikovaných článků (NSDAP und Judentum) označil za „smrtelného nepřítele, který otravuje kulturu“.

## Vybraná díla

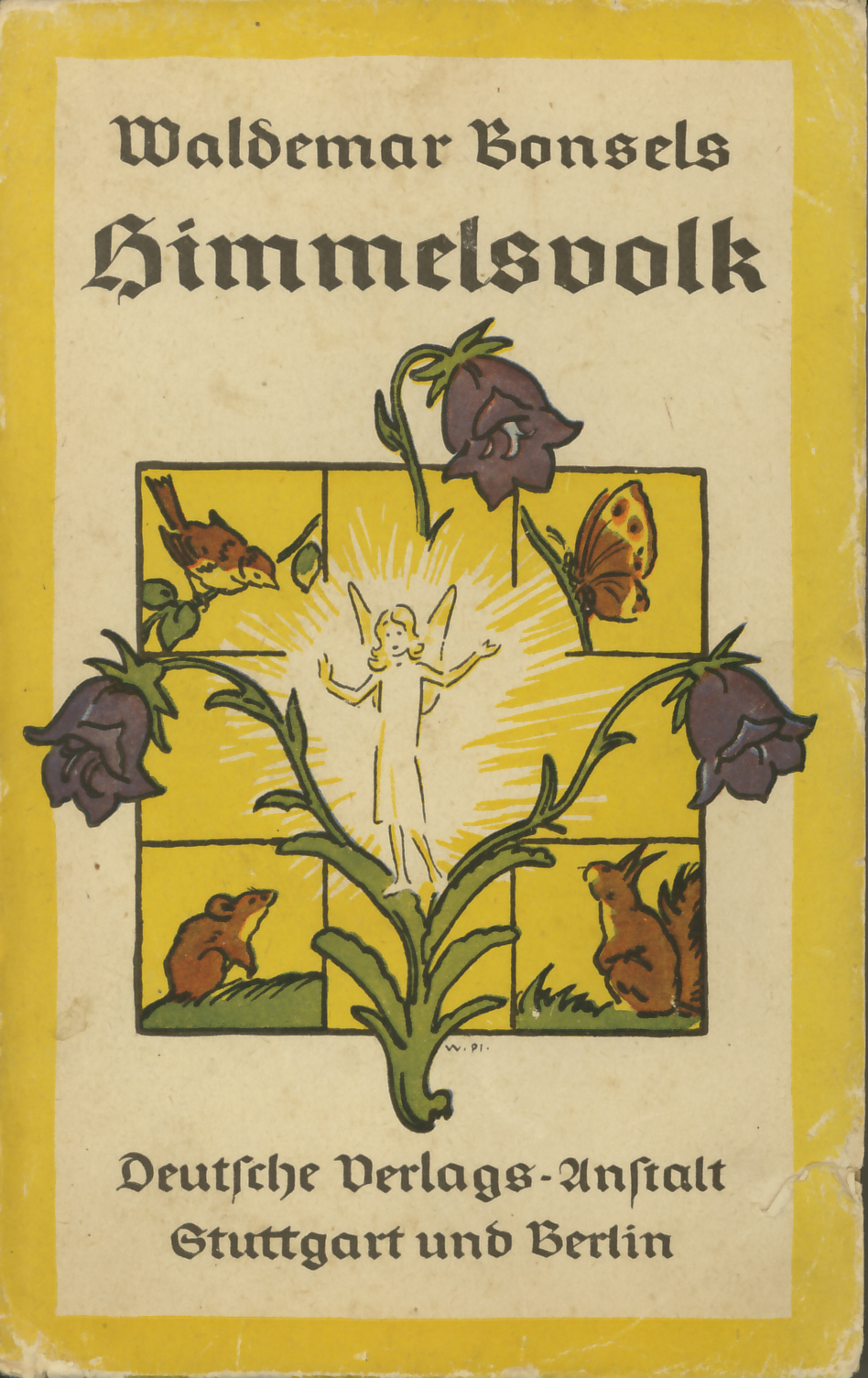
Himmelsvolk

### Knihy
- Die Biene Maja und ihre Abenteuer (1912) (Dobrodružství včelky Máji)
- Himmelsvolk: Ein Buch von Blumen, Tieren und Gott (1915)
- Indienfahrt (1916)
- Menschenwege: Aus den Notizen eines Vagabunden (1917)
- Das Unjekind: Eine Erzählung (101.–120. vydání, 1922)
- Eros und die Evangelien: Aus den Notizen eines Vagabunden (67.–90. tisíc, 1922)
- Wartalun: eine Schlossgeschichte (101.–114. vydání, 1922)
- Weihnachtsspiel: eine Dichtung (1922)
- Jugendnovellen (1923)
- Narren und Helden: Aus den Notizen eines Vagabunden (24.-26. tisíc, 1924)
- Mario und die Tiere (1928)
- Dositos: Ein mythischer Bericht aus der Zweitwende (1949)
- Der Reiter in der Wüste: Eine Amerikafahrt (1935)
- Mario Ein Leben im Walde (1939)
- Efeu: Erzählungen und Begegnungen (1953)

Překlady
- BONSELS, Waldemar. The Adventures of Maya the Bee. Překlad Adele Szold Seltzer a Arthur Guiterman; ilustrace Vera Bock. New York: A. & C. Boni, 1929.
- BONSELS, Waldemar. The Adventures of Mario. Překlad Whittaker Chambers. New York: A. & C. Boni, 1930.[3]

### Kratší povídky
- Die Winde
- Angelika
- Scholander
- Die Stadt am Strom
- Asja

### Eseje
- NSDAP und Judentum (1933)